# Lench Mob Records
Lench Mob Records - niezależna wytwórnia płytowa założona przez amerykańskiego rapera Ice Cube'a w 1990 roku. Pierwotnie założona pod nazwą Street Knowledge Records. Do 1996 roku Lench Mob wydawało płyty. Potem zawiesiła swoją działalność, aż do 2006 roku, kiedy to założyciel wydał w niej swój album Laugh Now, Cry Later.
Artyści wydający w wytwórni to Ice Cube, WC, Young Maylay, OMG, Doughboy i DJ Crazy Toones.